# توماش ویسنر
توماش ویسنر (چکی: Tomáš Wiesner؛ زادهٔ ۱۷ ژوئیهٔ ۱۹۹۷) بازیکن فوتبال اهل جمهوری چک است.
از باشگاه‌هایی که در آن بازی کرده‌است می‌توان به باشگاه فوتبال اسپارتا پراگ اشاره کرد.
وی همچنین در تیم‌های ملی فوتبال زیر ۲۱ سال جمهوری چک و جمهوری چک بازی کرده‌است.